# Цеппелинвурст

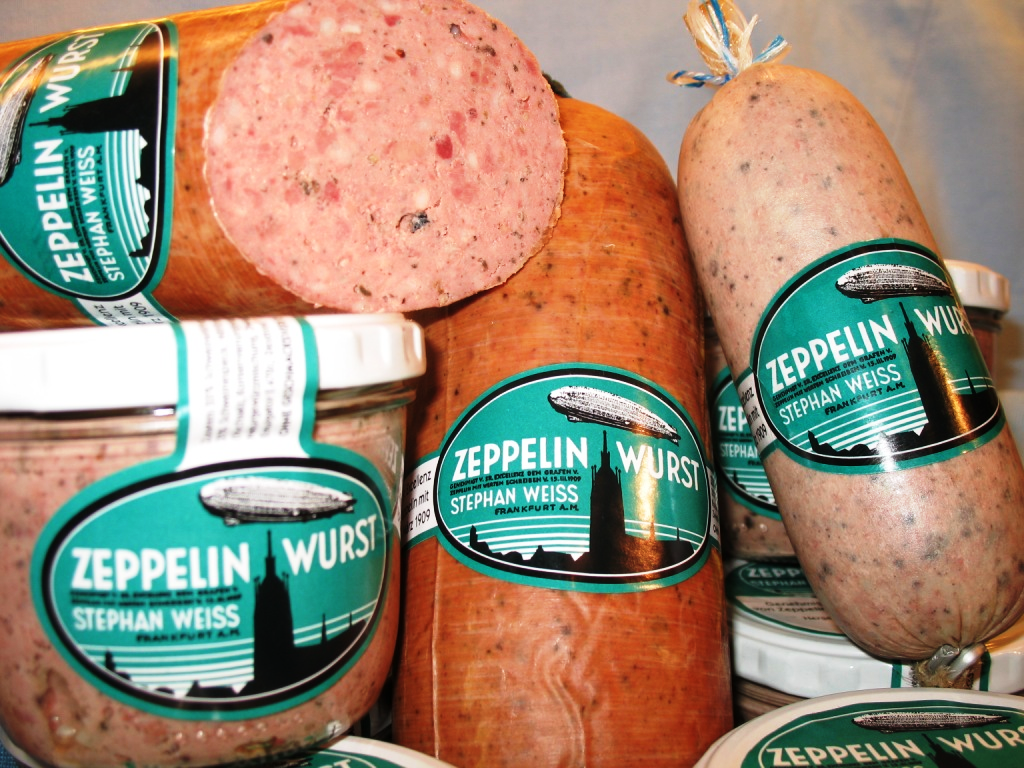
Цеппелинвурст разных сортов в натуральной оболочке и стеклянной банке

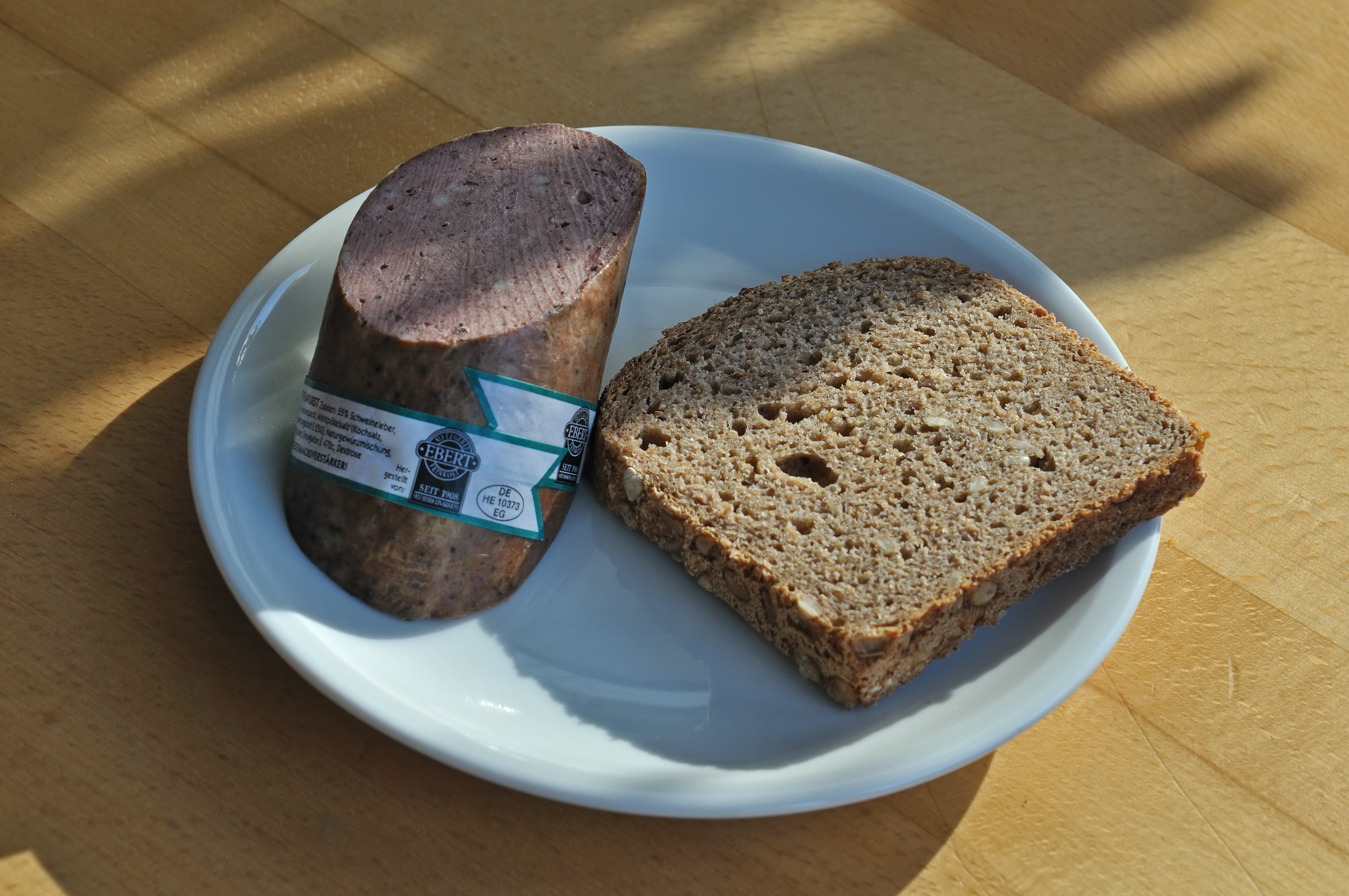
Цеппелинвурст с серым хлебом

Цеппели́нвурст (нем. Zeppelinwurst — «цеппелинова колбаса») — немецкая деликатесная печёночная колбаса мажущейся консистенции и грубого измельчения с защищённым торговым наименованием, производимая во Франкфурте-на-Майне с 1909 года.
В 1907 году мясник Штефан Вайсс открыл во Франкфурте лавку, в которой торговал особым сортом лебервурста, приготовленного по собственному рецепту. Деликатесная колбаса пользовалась большим успехом у клиентов. Вайсс, отслуживший в уланах под командованием Фердинанда фон Цеппелина и увлечённый дирижаблями, особенно цеппелинами, решил назвать свою колбасу «цеппелиновой». Во время проходившей во Франкфурте Международной выставки воздухоплавания 15 марта 1909 года граф Цеппелин попробовал колбасу Вайсса и, очевидно, она ему понравилась. Через личного секретаря граф дал разрешение использовать своё имя в названии колбасы, хотя обычно воздерживался от участия в рекламе каких-либо товаров. Вайсс зарегистрировал название в имперском патентном ведомстве и с того времени выпускал свой цеппелинвурст с изображением дирижабля на фоне Франкфуртского собора на этикетке. Цеппелинвурст подавали в бортовом питании на международных рейсах цеппелинов.